# Nesticus constantinescui
Nesticus constantinescui là một loài nhện trong họ Nesticidae.
Loài này thuộc chi Nesticus. Nesticus constantinescui được miêu tả năm 1979 bởi Dumitrescu.